# Paul Hermelin
Paul Hermelin (Etterbeek, 30 april 1952) is een Frans bestuurder van Belgische afkomst, zakenman en politicus. Sinds 1 januari 2002 is hij bestuursvoorzitter (directeur général) van Capgemini.

## Opleiding
- Voorbereidende jaren aan het Lycée Saint-Louis in  Parijs
- École polytechnique (afgestudeerd 1972)
- École nationale d'administration (afgestudeerd in 1978, bij Pierre Mendès)

## Privé
Hij is getrouwd en is de vader van twee kinderen. Zijn hobby's zijn tennis, skiën en windsurfen. 

## Werk
Paul Hermelin heeft de eerste vijftien jaar van zijn carrière in diverse posities voor de Franse overheid gewerkt, voornamelijk voor het Frans ministerie van Financiën. Hij maakte onder andere deel uit van de afdelingen waar de budgetten werden vastgesteld. Ook werkte hij in het kabinet van Jacques Delors en was hij van 1988 tot 1993 werkzaam als kabinetschef eerst voor Hubert Curien, de minister van Onderzoek (Research en Development) en daarna vanaf 1991 voor Dominique Strauss-Kahn, die toen minister van Industrie en Handel was. Paul Hermelin en Dominique Strauss-Kahn hadden elkaar al in 1971 leren kennen, toen zij beiden werkzaam waren bij het Onderzoeksinstituut voor het Sparen.
Sinds 1992 werkt hij voor Capgemini, waar hij in 1996 tot directeur-generaal van Capgemini Frankrijk werd benoemd. Na de fusie met de consultancytak van Ernst & Young in 2000 werd hij de tweede man, de Chief Operating Officer. Toen Serge Kampf, de grondlegger van Sogeti waaruit het huidige Capgemini is ontstaan, zich uit de dagelijkse leiding terugtrok, werd Paul Hermelin op 1 januari 2002 zijn opvolger.

## Politiek
Paul Hermelin heeft vanaf 1989 tot 2001 zitting gehad en heeft vanaf maart 2008 opnieuw zitting in de gemeenteraad van Avignon, de stad waar hij is opgegroeid. Hij stond op nummer 2 op de lijst van de Parti Socialiste (de Franse Pvda).

## Werk en politiek
In 2007 werd hij uitgenodigd voor de jaarlijkse Bilderbergconferentie.